# Combat de Lugo
Guerre d'indépendance espagnole
Batailles
- Durango (10-1808)
- Balmaseda (11-1808)
- Burgos (11-1808)
- Roses (11-1808)
- Espinosa (11-1808)
- Tudela (11-1808)
- Bubierca (11-1808)
- Somosierra (11-1808)
- Cardedeu (12-1808)
- Saragosse (12-1808)
- 1re Molins de Rei (12-1808)
- Sahagún (12-1808)
- Benavente (12-1808)
- Mansilla (12-1808)
- Castelló d'Empúries (01-1809)
- Cacabelos (01-1809)
- Lugo (01-1809)
- Zamora (01-1809)
- Astorga (01-1809)
- La Corogne (01-1809)

Le combat de Lugo se déroule le 7 janvier 1809, au début de la guerre d'Espagne. L'armée britannique commandée par le général Moore y livre un combat d'arrière-garde contre l'armée française du maréchal Soult. Après des combats indécis, les Britanniques reprennent leur retraite vers la Corogne.

## Contexte
À la fin de l'année 1808, tandis que Napoléon Ier combat les Espagnols au centre de l'Espagne et réinstalle son frère Joseph sur le trône à Madrid, une armée britannique commandée par John Moore entre en Espagne depuis le Portugal. Elle mène d'abord une offensive contre le corps du maréchal Soult mais, apprenant que l'Empereur marche sur lui avec son armée pour porter secours au maréchal, le général Moore décide de retraiter vers la Galice. 
Les deux armées françaises font leur jonction le 1er janvier 1809 à Astorga et Soult en prend le commandement, tandis que Napoléon rentre en France, préoccupé par les préparatifs de guerre de l'Autriche. À la tête de trois divisions d'infanterie et de trois divisions de cavalerie, le maréchal poursuit l'armée britannique qui compte embarquer à La Corogne et plusieurs accrochages entre l'avant-garde française et l'arrière-garde anglaise ont lieu dans les premiers jours de janvier.

## Déroulement
Grâce au renfort de la brigade Leith, Moore aligne entre 19 000 et 20 000 hommes, qu'il dispose entre le Minho et le village de Castro sur sa gauche. En face de lui, le maréchal français ne dispose que de 12 000 hommes, en attendant l'arrivée de la division Heudelet.
Près du Minho, la gauche française sous les ordres du général Reynaud attaque la droite anglaise du général Baird (en), mais l'intensité des combats est faible. À droite du dispositif français en revanche, la cavalerie du général Franceschi-Delonne,  chargée de tourner le dispositif anglais rencontre une vive résistance de la part de la division du général Paget et de la cavalerie britannique. Au centre, la division du général Merle attaque le village de Vilanova, défendu par la division du général Hope, et essuie des pertes importantes,.

## Conséquences
Les pertes françaises sont de 300 tués et blessés, tandis que leurs adversaires en décomptent une cinquantaine,.
Après le combat, les deux armées tiennent leurs positions initiales. Le lendemain, les Britanniques reprennent leur retraite après avoir détruit une centaine de chariots de munitions, abattus 500 chevaux et pillé en partie Lugo. Les Français ne les rattrapent qu’à la bataille de La Corogne.